# Georges Winckelmans
Georges Fernand Olivier Winckelmans (Lambersart, 14 luglio 1910 – Armentières, 13 novembre 1991) è stato un calciatore e allenatore di calcio francese, di ruolo centrocampista.

## Carriera
Interno destro, vanta almeno 21 presenze e 5 reti nella massima divisione francese, categoria che ha vinto nel 1933 con la casacca dell'Olympique Lillois. Si rende protagonista della finale: l'Olympique Lillois, in vantaggio per 2-1 contro il Cannes, si porta prima sul 3-1 poi sul 4-2 con la doppietta di Winckelmans, decisiva nel definitivo 4-3 che consegna il titolo francese alla società di Lilla.
Nel 1947 guida il Tourcoing in campionato, chiudendo il torneo all'ottavo posto. Tra il 1948 e il 1950 siede sulla panchina del Montpellier.

## Palmarès

### Club

#### Competizioni nazionali
- Campionato francese: 1

Olympique Lillois: 1932-1933